# Andy's Gang
Andy's Gang è stato un programma televisivo per bambini trasmesso dalla NBC dal 20 agosto 1955 al 31 dicembre 1960 condotto dall'attore Andy Devine. Fu il successore del programma radiofonico e televisivo Smilin 'Ed McConnell e His Buster Brown Gang (successivamente abbreviato in Smilin' Ed 's Gang). Devine assunse la direzione del programma televisivo quando McConnell morì improvvisamente per un attacco di cuore nel 1954. Devine ereditò una serie di personaggi e lo sponsor, le scarpe Buster Brown.